# Narcissus jonquilla
Narcissus jonquilla face parte din familia Amaryllidaceae și este o specie din genul Narcissus, cu flori în formă de cupe, grupate 2-6 în umbelă, galbene-aurii, plăcut parfumate.

## Caractere morfologice
- Bulbul are 2–4 cm diametru.
- Tulpina este înaltă până la 35 cm[1].
- Frunzele sunt 2-4, verzi, cilindrice, caniculate, lungi până la 30 cm[1].
- Florile sunt grupate 2-6 pe o tulpină multifloră, în umbelă, de culoare galben-auriu[1].

## Înmulțire
Se înmulțește prin divizarea bulbilor.

## Utilizare
Ca plante ornamentale, se folosesc în parcuri, grădini, ca flori tăiate și la ghivece.

## Galerie imagini

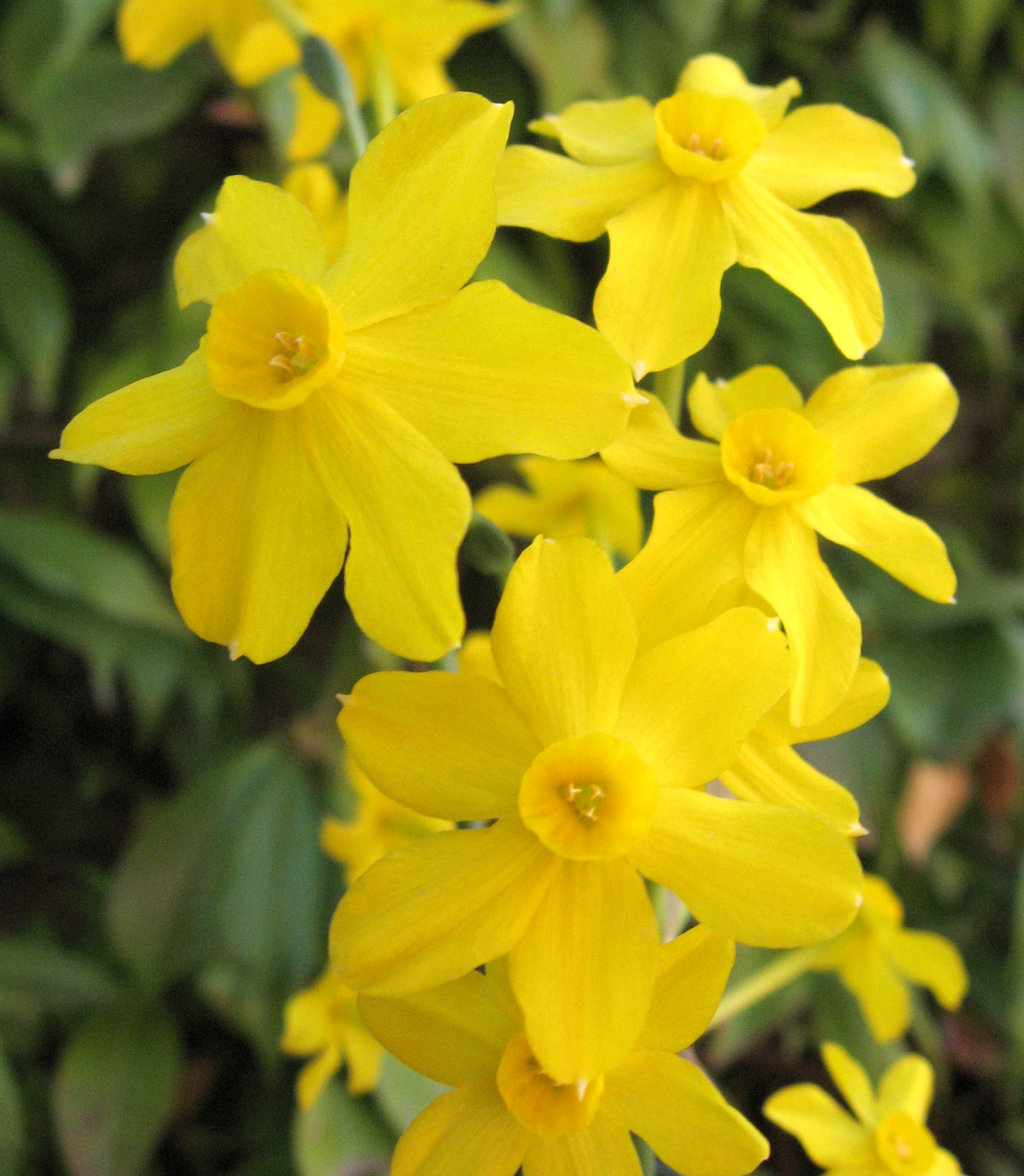
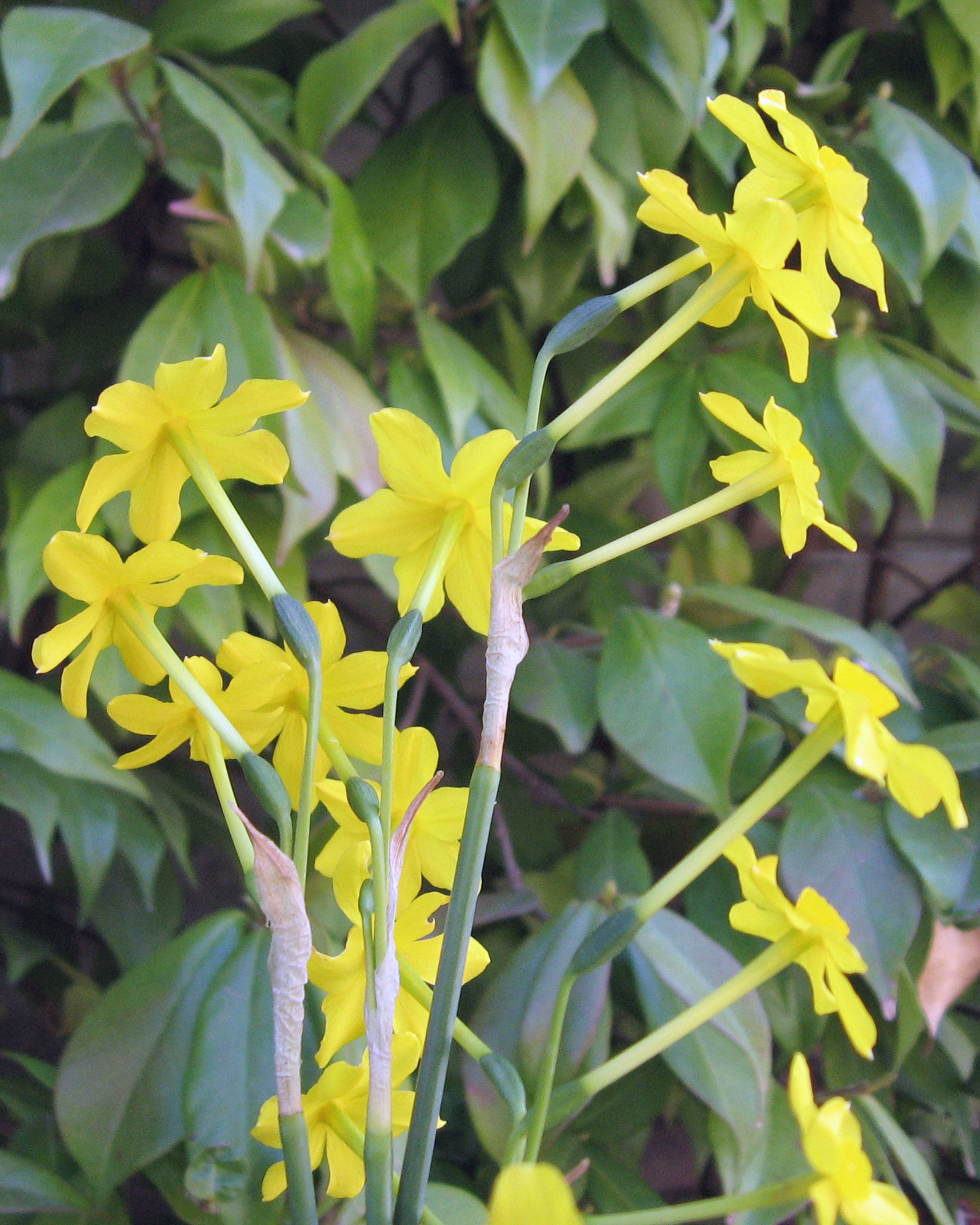